# W84
W84 é uma linha de ogivas nucleares de combate dos Estados Unidos da América. Foi projetada para ser usada em mísseis BGM-106G Gryphon ground launched cruise missile (GLCM). É um projeto derivado da bomba nuclear B61, é um parente muito próximo do W80 usado em mísseis AGM-86 ALCM, AGM-129 ACM, AGM-109 Tomahawk.
tem um rendimento entre 0,2 a 150 quilotôns. Ela foi projetada no Lawrence Livermore a partir de 1978. Começaram a ser fabricadas em 1983 com um total de 350 ogivas produzidas segundo alguns, e mais de 500 segundo outros. Ela pesa 175 quilogramas(388 libras) 100kg mais pesado que o W80, o W84 tem 13 polegadas de diâmetro e 43 centímetros de comprimento.
ela é a única ogiva nuclear com todos os oito dispositivos modernos de segurança antiexplosão acidental como os explosivos insensíveis TATB, o quê não permite a explosão acidental por impacto mecânico ou por uma grande rajada de fogo.